# حركة تعزيز الذات

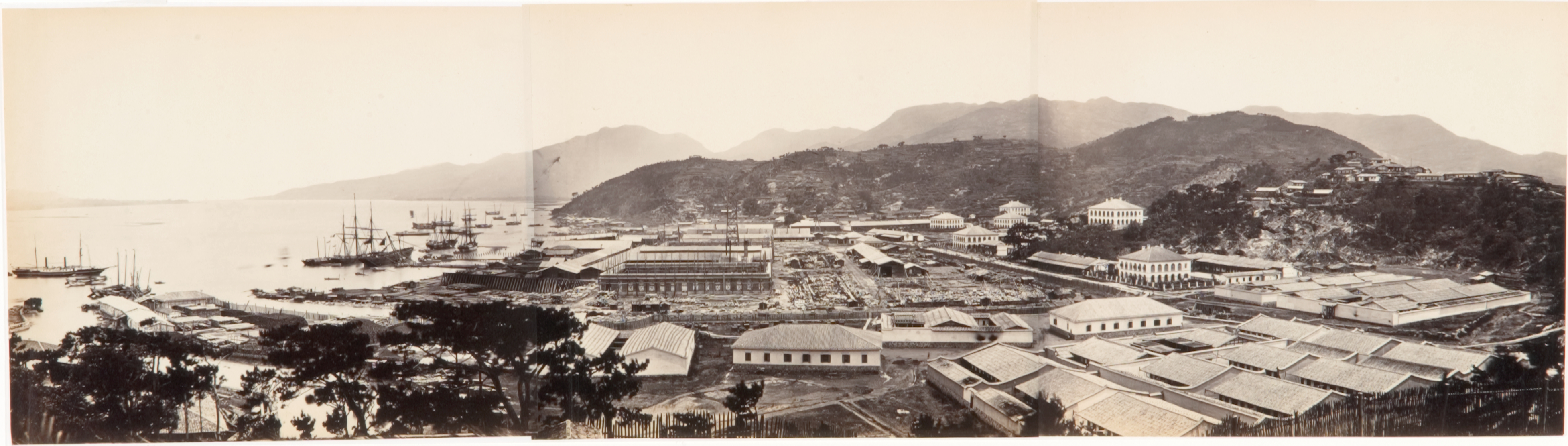
صورة تُظهر فوتشو ارسنال و هو (قيد الأنشاء) في مقاطعة فوجيان ، الصين (1867-1871)

حركة تعزيز الذات، المعروفة أيضًا باسم التغريب أو حركة الشؤون الغربية (1861-1895)، هي فترة إصلاحات مؤسسية بدأت في الصين خلال أواخر عهد سلالة تشينغ عقب الكوارث العسكرية لحروب الأفيون.
أحرقت القوات البريطانية والفرنسية القصر الصيفي القديم عام 1860 مع تقدم جيوش تايبينغ المتمردة شمالًا فاعترف البلاط الإمبراطوري بالأزمة مجبرًا. عُين الأمير غونغ وصيًا، ومستشارًا كبيرًا، ورئيسًا لمكتب رئيس الوزراء المشكل حديثًا (وزارة الشؤون الخارجية بحكم الواقع). أنشأ المسؤولون المحليون الصينيون من الهان، مثل تسنغ غوفان، ميليشيات غربية خاصة لمتابعة الحرب ضد المتمردين. هزم تسنغ وجيوشه المتمردين في النهاية وحاولوا استيراد التكنولوجيا العسكرية الغربية وترجمة المعرفة العلمية الغربية. وأنشأوا ترسانات ومدارس ومصانع ذخيرة ناجحة.
في سبعينيات وثمانينيات القرن التاسع عشر، استخدم خلفاؤهم مناصبهم كمسؤولين إقليميين لتعزيز النقل البحري، والتلغراف، والسكك الحديدية. أحرزت الصين تقدمًا جوهريًا نحو تحديث صناعتها الثقيلة وجيشها، لكن غالبية النخبة الحاكمة كانت ما تزال تؤيد وجهة نظر كونفوشيوسية محافظة، ولم يهتم «المعززون للذات» إلى حد كبير بالإصلاح الاجتماعي خارج نطاق التحديث الاقتصادي والعسكري. نجحت حركة تعزيز الذات في إحياء السلالة التي كانت على شفير الهاوية، واستمرارها لنصف قرن آخر. انتهت النجاحات الكبيرة للحركة بشكل مفاجئ بهزيمة الصين في الحرب الصينية اليابانية الأولى عام 1895.

## الخلفية

### البدايات
تبنت الأعمال المبكرة لباحثين مثل تشين لوجا (1730)، ووانغ داهاي (1791)، وتشي شينغاو (1820) بالفعل فكرة أن الدول الغربية تشكل تهديدًا بسبب تقنيتها العسكرية المتفوقة: دعا هؤلاء الباحثون أيضًا إلى اعتماد تكنولوجيا الأسلحة الغربية. 
أعرب المسؤول العلمي وي يوان، الذي كتب نيابة عن المفوض لين زيكسو في ختام حرب الأفيون الأولى، عن تأييده لإنتاج أسلحة وسفن حربية غربية. بحلول ثلاثينيات وأربعينيات القرن التاسع عشر، ظهرت مقترحات تحث على استخدام التكنولوجيا العسكرية الغربية للدفاع ضد القوى الأجنبية، بالإضافة إلى إصلاحات محددة للمؤسسات التقليدية مثل اختبارات الإمبراطورية للمساعدة في نشر التكنولوجيا الجديدة. خلال حرب الأفيون الأولى، اشترى لين زيكسو بضع مئات من البنادق وسفينة من الأوروبيين.
لم يكن تمرد تايبينغ (1851-1864) بدائيًا من ناحية الأسلحة نسبيًا. باع عدد متزايد من تجار الأسلحة الغربيين والسوق السوداء أسلحة غربية مثل المسكات، والبنادق، والمدافع الحديثة للمتمردين. دعت قيادة تايبينغ إلى اعتماد السكك الحديدية والسفن البخارية من بين التطورات الغربية الأخرى. بدأ تسنغ جوفان، المسؤول في مقاطعة هونان، التجنيد في ميليشياته الخاصة، جيش هونان، للحصول على الأموال من التجار المحليين، لمحاربة المتمردين  باستخدام الأسلحة الغربية والتدريب. ضمت القوات الإمبراطورية الجيش المنتصر الدائم، الذي يتألف من جنود صينيين بقيادة فيلق ضابط أوروبي (انظر فريدريك تاونسند وارد وتشارلز غوردون)، بدعم من شركات الأسلحة البريطانية مثل ويلوبي وبونسونبي.
بحلول عام 1860، أصبحت الغالبية العظمى من طبقة الباحثين الصينيين واعية للتحول الجذري الذي كان يحدث. وأعلنوا أن التغيير لا قادم لا محالة، ودعوا إلى إجراء دراسات أعمق للتكنولوجيا الغربية.
في يوليو 1861 أعلن الأمير جونغ أنه حصل على موافقة إمبراطورية لشراء أسلحة أجنبية لتعزيز الذات، وبدء حركة الإصلاح.

## المرحلة الأولى (1861-1872)
يمكن تقسيم الحركة إلى ثلاث مراحل. استمرت المرحلة الأولى منذ عام 1861 وحتى عام 1872، وأكدت على اعتماد الأسلحة النارية الغربية، والآلات، والمعرفة العلمية، وتدريب الموظفين التقنيين والدبلوماسيين من خلال إنشاء مكتب دبلوماسي وكلية.
تأسست مدرسة تونغوين غوان في عام 1862 من خلال الدعوة المشتركة للأمير غونغ وينساينغ، وقدمت دروسًا باللغات الإنجليزية والفرنسية والروسية والألمانية، من أجل تدريب الدبلوماسيين على التعامل مع الغربيين. أسس لي هانغ تشانغ مدرسة لغات مماثلة في شنغهاي في عام 1862، وتأسست مدرسة أخرى مماثلة في غوانزو في عام 1863 وفوزهو في عام 1866. وأصبحت هذه المدارس الوسيلة الرائدة للدراسات الغربية؛ وفي عام 1867 أضيف علم الفلك والرياضيات إلى منهج تونغوين غوان الدراسي.
وهيمنت على مسؤولي الحكومة الصينية الرغبة في الحفاظ على العلاقات السلمية مع القوى الغربية من خلال «الثقة» و«الإخلاص» و«المرونة» و«الصبر»، وأقنعوا الشعب الصيني بقبول الوجود الغربي في موانئ المعاهدة. غير أن الأنشطة الأجنبية التي لم تكن من ضمن المعاهدات حظِرت حظرًا تامًا.
بعد حرب الأفيون الأولى، بدأت ترجمة الصحف الغربية إلى الصينية  باعتبارها وسيلة للحصول على معلومات عن الغرب، وبعد عام 1851 توسعت لتشمل الكتب الغربية. تزعمت تونغوين غوان وجاغنن أرسنال هذه الجهود ونشرتها في جميع أنحاء البلاد. ترجمت جاغنن أرسنال ما مجموعه 143 كتابًا غربيًا في الفترة منذ 1868 وحتى 1879. ارتفع الحماس الفكري الصيني للعلوم الغربية.

### المشرفون على التجارة
افتتِح مينائي تيانجين وشنغهاي أمام التجارة الغربية نتيجة للمعاهدات مع القوى الغربية. وعين مسؤولان باسم مفوض التجارة في الموانئ الجنوبية والشمالية على التوالي، لإدارة مسائل التجارة الخارجية في الموانئ المفتوحة حديثًا.
على الرغم من أن السبب الظاهري لإنشاء هذين المكتبين الحكوميين كان إدارة موانئ المعاهدة الجديدة، إلا أن الأسباب الكامنة وراء إنشائها كانت أكثر تعقيدًا: كان من المفترض أن يقتصر عمل هؤلاء المشرفين على الموانئ على التعاملات الدبلوماسية مع الأجانب، بدلًا من أن يثقلوا كاهل الحكومة المركزية في بكين. شملت سلطة المفوضين أيضًا الإشراف على جميع التعهدات الجديدة التي تمت بالاستعانة بالمعرفة والموظفين الغربيين وبالتالي أصبحوا المنسقين لمعظم برامج تعزيز الذات.
أشرف لي هانغ تشانغ على تيانجين منذ عام 1870 وكان ناجحًا جدًا في تولي مهام رئاسة مكتب الوزراء لدرجة أن التواصل بين البلاط الإمبراطوري والدبلوماسيين الأجانب في بكين ظل تحت رعاية إصلاحيي تعزيز الذات.
كانت هذه المرحلة أيضًا هي المرة الأولى التي بدأوا فيها العمل على المعاهدات التي أبرمت لاحقًا.

#### دائرة الجمارك البحرية (1861)
عُين هوراشيو نيلسون لاي، وهو مواطن بريطاني، مفتشًا عامًا لدائرة الجمارك البحرية الإمبراطورية، التي تأسست في أبريل 1861. تطور هذا المكتب من مفتشية الجمارك التي يديرها الأجانب والتي تأسست عام 1854، والتي نشأت في النظام المؤقت الذي أنشأته القوى الأجنبية في عام 1853. أصبح هذا ممكنًا بسبب انهيار السلطة الحكومية الصينية في شنغهاي بعد تقدم تمرد تايبينغ في المنطقة المجاورة. صُمم المكتب لجمع الرسوم الجمركية بشكل عادل وتوفير إيرادات جديدة لبلاط تشينغ الإمبراطوري من رسوم الاستيراد على السلع الأجنبية، لكن المسؤولين الصينيين أصبحوا عاجزين عن فرض سلطتهم على الأجانب ما جعل دفع الرسوم أمرًا مستحيلًا. كان واجب لاي الرئيسي هو ممارسة المراقبة على جميع جوانب الإيرادات البحرية والإشراف على المفتشين الصينيين المشرفين الذين يجمعون الإيرادات في مختلف موانئ المعاهدة. وبدلًا من أن تكون هذه الخطوة خطوةً مبتكرةً، فإنها اكتفت بإضفاء الطابع المؤسسي على نظام قائم منذ عام 1854.
استغِلت الصين إلى أقصى حد في النصف الأخير من القرن التاسع عشر من خلال ممارسة دائرة الجمارك البحرية الأجنبية للتعريفات الجمركية على الأفيون والسلع الأخرى، والملاحة الداخلية، والمستعمرات، وأراضي الامتياز، والاختصاص القضائي الخارجي. ضمنت دائرة الجمارك البحرية للحكومة الصينية مصدرًا موثوقًا ومتزايدًا للإيرادات الجديدة. زادت عائدات الجمارك من 8.5 مليون تيل من الفضة في عام 1865 إلى 14.5 مليون تيل في عام 1885. سددت عائدات الجمارك تعويضات عام 1860. قدمت أيضًا جزءًا أو كل عائدات المشروعات الجديدة مثل بكين تونغوين غوان، وجيانغنان، وتيانجين، وساحة فوزهو البحرية، والبعثة التعليمية إلى الولايات المتحدة. ولعبت دائرة الجمارك دورًا مهمًا في ضبط عمليات التهريب. ورسمت خريطة الساحل الصيني وركبت المنارات وأجهزة الإرشاد وغيرها من الوسائل الحديثة للملاحة البحرية.
حل السير روبرت هارت محل لاي عام 1863 بسبب الصراع مع الحكومة الصينية لاستخدامهم الوحدات البحرية البريطانية لقمع تمرد تايبينغ. حاول هارت أن يفعل أكثر من التأكد من أن دائرة الجمارك توفر تدفقًا ثابتًا للإيرادات إلى بلاط تشينغ الإمبراطوري. حاول الشروع في بعض الإصلاحات التي من شأنها أن تساهم في تعزيز الذات: دعا إلى إنشاء مكتب للصك والبريد الوطني، وكذلك محاولته مساعدة الصين في تنظيم أسطول بحري حديث. ومع ذلك، لم تحظَ أفكاره بالقبول لأن البلاط الإمبراطوري لم يكن على استعداد للسماح للأجانب بلعب دور نشط في حركة تعزيز الذات.